# Chemin de fer Emmental–Burgdorf–Thun

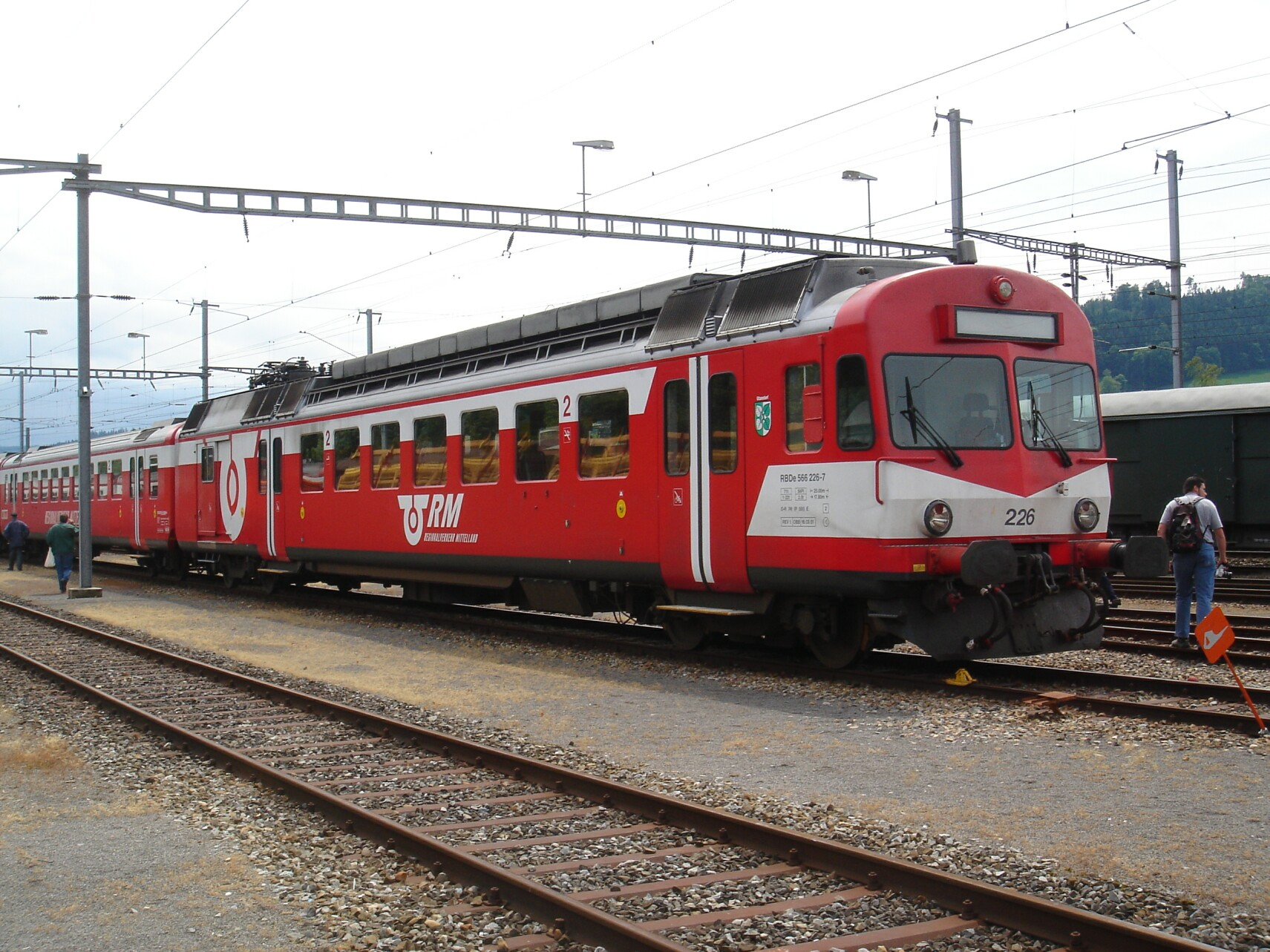
RBDe 4/4 I en gare d'Oberburg

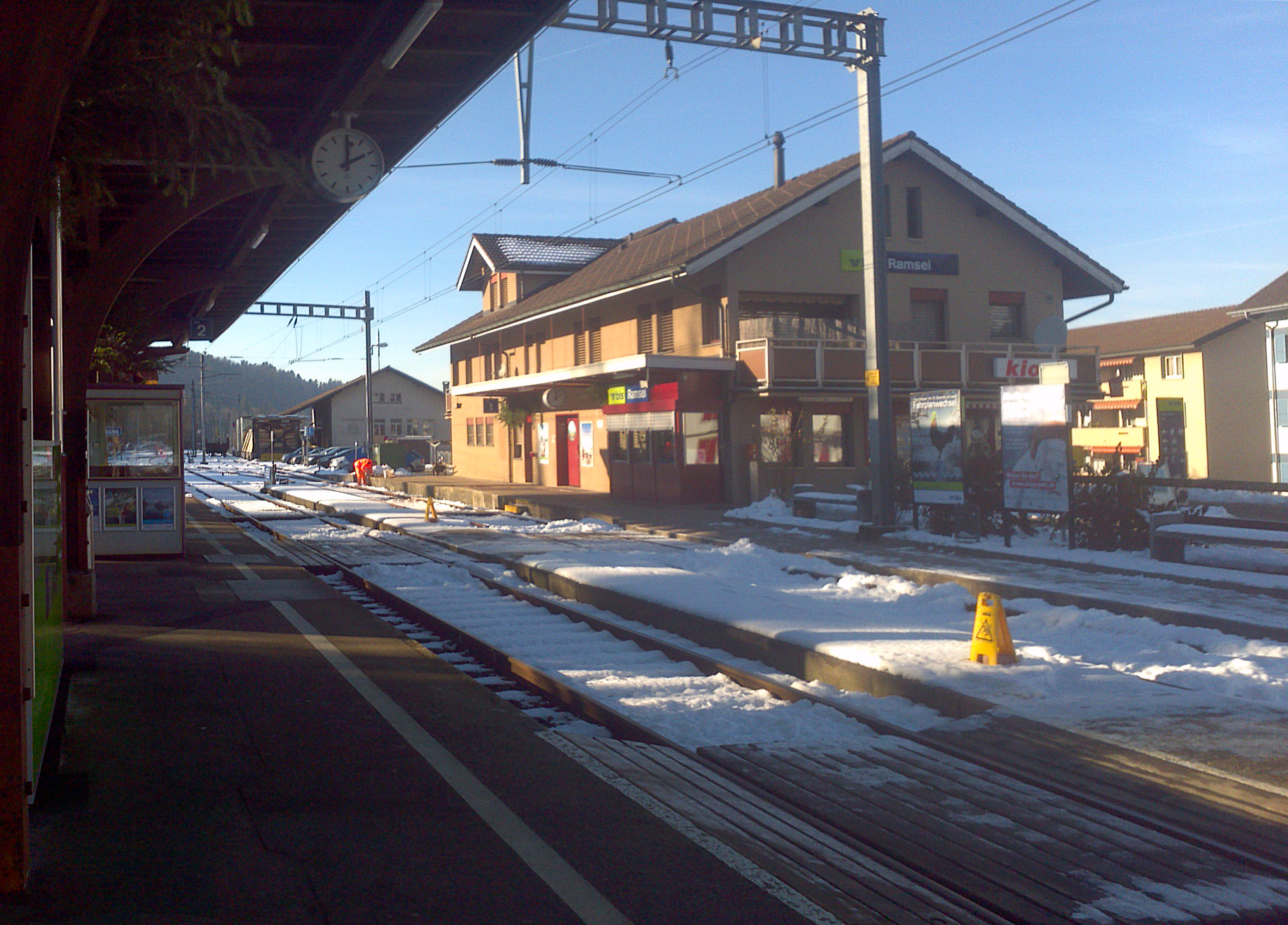
La gare de Ramsei

Le chemin de fer Emmental–Burgdorf–Thun (abrégé EBT) est une ancienne compagnie de chemin de fer suisse, et deux lignes ferroviaires qui relient Soleure à Thoune et à Langnau im Emmental.

## Historique
La ligne a été réalisée par deux entreprises ferroviaires différentes :

### EB: Emmenthalbahn
Le chemin de fer de la vallée de l'Emme relie les gares de Soleure et de Langnau im Emmental via Berthoud, Hasle-Rüegsau et Ramsei (commune de Lützelflüh). Le premier train a circulé le 26 mai 1875 entre Soleure et Berthoud.
Le tronçon entre Soleure et Biberist n'étant pas encore terminé, les trains empruntaient un raccordement industriel entre Biberist et Derendingen qui se raccordait à la ligne du Schweizerische Centralbahn (SCB) Soleure – Herzogenbuchsee ouverte en 1857. Arrivés en gare de Derendingen depuis Berthoud, les trains devaient rebrousser chemin pour repartir en direction de Soleure (et vice-versa dans l'autre sens). La mise en service du tronçon Biberist – Soleure le 4 décembre 1876 par le SCB rendait inutile le détour par Derendingen.
Ce raccordement fut ouvert le 1er avril 1864, et desservait la fabrique de papier de Biberist à l'aide de la traction hippomobile. Il fut mis hors service le 30 juin 1884 et déféré. La ligne Soleure – Herzogenbuchsee fut à son tour déclassée en 1992, et sert de nos jours au raccordement utilisé par les ICN pour accéder à la ligne nouvelle Mattstetten-Rothrist depuis Soleure.
Le 12 mai 1881, la ligne est ouverte Burgdorf - Hasle-Rüegsau – Ramsei, jusqu'à Obermatt, bifurcation à laquelle elle se raccorde à la ligne de l'Emmental pour les trois derniers kilomètres jusqu'à Langnau i.E.
En 1899, le tronçon entre Berthoud et Hasle-Rüegsau fut électrifié en courant triphasé par le Burgdorf–Thun-Bahn (BTB) dès la mise en service de ce dernier.
L'EB équipera ses lignes directement en tension de courant alternatif à basse fréquence de 15 kV - 16 ⅔ Hz, norme standard sur le réseau ferré suisse à voie normale :
- Le 1er septembre 1932 entre Soleure et Berthoud ;
- Le 8 décembre 1932 jusqu'à Langnau, y compris le tronçon emprunté par les trains du BTB jusqu'à Hasle-Rüegsau.

### BTB: Burgdorf–Thun-Bahn
Le chemin de fer de Berthoud à Thoune a ouvert la ligne Hasle-Rüegsau – Konolfingen – Thoune en date du 21 juillet 1899. Entre Berthoud et Hasle-Rüegsau, les trains empruntent la ligne de l'EB sur sept kilomètres.
Dès l'origine, les trains sont mus par traction électrique, avec une caténaire alimentée par tension triphasée de 750 volts 40 Hz. Toute la ligne est équipée, y compris les sept kilomètres de l'Emmenthalbahn.
Le courant triphasé fera place au 15 kV - 16 ⅔ Hz :
- Le 11 février 1933 entre Hasle-Rüegsau et Grosshöchstetten ;
- Le 30 avril 1933 entre Grosshöchstetten, Konolfingen et Thoune.

L'Emmenthalbahn avait déjà converti le tronçon entre Berthoud et Hasle-Rüegsau dès le 8 décembre 1932, lors de l'électrification de la ligne Berthoud–Langnau.

### Fusions
Les deux compagnies ont fusionné le 1er janvier 1942 pour devenir l'EBT.
L'entreprise faisait exploitation commune avec le Soleure – Moutier (SMB) et les Vereinigte Huttwil-Bahnen (VHB), les chemins de fer réunis de Huttwil. Les trois compagnies ont été regroupées en 1997 sous l'identité unique des Transports régionaux du Mittelland (RM). Enfin, les RM ont été absorbés par le BLS en date du 24 avril 2006.